# توماس بيرتلس
توماس بيرتلس (بالألمانية: Thomas Bertels)‏ (5 نوفمبر 1986 بغيسيكه في ألمانيا - ) هو لاعب كرة قدم ألماني في مركز الهجوم. لعب مع بادربورن 07 وSV Lippstadt 08 ‏ وSC Verl ‏.

## روابط خارجية
- توماس بيرتلس على موقع قاعدة بيانات كرة القدم.إي يو (الإنجليزية)
- توماس بيرتلس على موقع بيانات كرة القدم. دي إي (الألمانية)
- توماس بيرتلس على موقع Soccerway.com (الإنجليزية)
- توماس بيرتلس على موقع عالم كرة القدم.نت (الإنجليزية)
- توماس بيرتلس على موقع AS.com (الإسبانية)